# Contea di Presidio
La contea di Presidio, in inglese Presidio County, è una contea dello Stato del Texas, negli Stati Uniti. La popolazione al censimento del 2010 era di 7 818 abitanti. Il capoluogo di contea è Marfa. La contea è stata creata nel 1850 ed organizzata successivamente nel 1875. Si trova ad est dal confine statunitense con il Messico.

## Geografia
Secondo l'Ufficio del censimento degli Stati Uniti d'America la contea ha un'area totale di 3856 miglia quadrate (9990 km²), di cui 3855 miglia quadrate (9988 km²) sono terra, mentre 0,7 miglia quadrate (1,8 km², corrispondenti allo 0,02% del territorio) sono costituiti dall'acqua.

### Strade principali
- U.S. Highway 67
- U.S. Highway 90
- State Highway 17

### Contee e municipalità adiacenti
- Contea di Jeff Davis - nord
- Contea di Brewster - est
- Manuel Benavides (Chihuahua, Messico) - sud
- Ojinaga (Chihuahua, Messico) (sud-ovest)
- Guadalupe (Chihuahua, Messico) - ovest
- Contea di Hudspeth - nord-ovest

## Società

### Evoluzione demografica
| Anno | Popolazione | ±%     |
| ---- | ----------- | ------ |
| 1860 | 580         | Note:  |
| 1870 | 1.636       | 182,1% |
| 1880 | 2.873       | 75,6%  |
| 1890 | 1.698       | −40,9% |
| 1900 | 3.676       | 116,5% |
| 1910 | 5.218       | 41,9%  |
| 1920 | 12.202      | 133,8% |
| 1930 | 10.154      | −16,8% |
| 1940 | 10.925      | 7,6%   |
| 1950 | 7.354       | −32,7% |
| 1960 | 5.460       | −25,8% |
| 1970 | 4.842       | −11,3% |
| 1980 | 5.188       | 7,1%   |
| 1990 | 6.637       | 27,9%  |
| 2000 | 7.304       | 10,0%  |
| 2010 | 7.818       | 7,0%   |

## Comunità

### Città
- Marfa (county seat)
- Presidio

### Census-designated place
- Redford

### Unincorporated communities
- Candelaria
- Chinati
- Plata
- Ruidosa
- Shafter

### Ghost towns
- Adobes
- Casa Piedra
- Fort Holland
- Lindsey City
- Porvenir
- Tinaja

## Educazione
La parte orientale della contea è servita dalla Marfa Independent School District, mentre quella occidentale dalla Presidio Independent School District.